# Pavilon UMPRUM
Pavilon UMPRUM (pavilon Uměleckoprůmyslové školy v Praze na Brněnském výstavišti) byl koncipován jako exponát na výstavu soudobé kultury v roce 1928. Stavba reprezentovala moderní rodinný dům knihkupce s obchodem s knihami a uměleckými předměty. Budova tak umožňovala ukázku moderního bydlení a prezentaci uměleckých děl školy.

## Konstrukce
Stavba se skládala z neomítnutých cihlových sloupů, spojených ocelovými I-profily. Tato konstrukce byla vyplněna světlým zdivem z tvárnic. V patrech se nacházely terasy a velká tabulová okna, která působila odlehčujícím dojmem. Stropy jsou tvořeny betonovými trámy.

## Historie
Díky jednoduchému konstrukčnímu řešení byl pavilon postaven během tří měsíců. Později byl pavilon spojen s pavilonem AVU. Toto spojení obsahující sociální zázemí je sice funkční, ale propojení s architektonicky zcela odlišnou stavbou kazí celkový dojem. Rovněž omítnutí jednolitou šedou omítkou a využití pro administrativní účely zcela změnilo charakter stavby.